# 局部床義歯

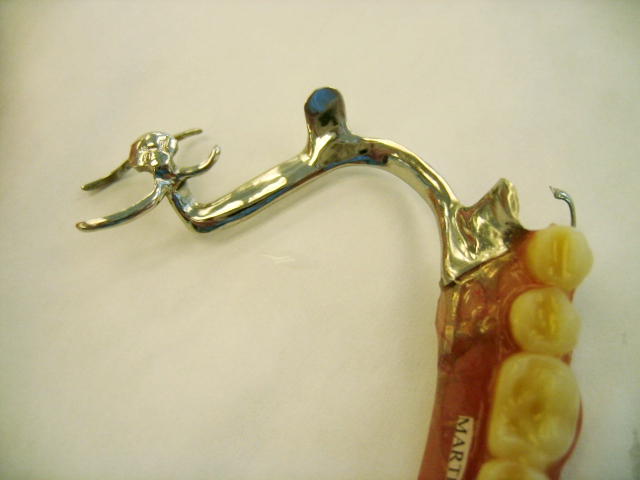
下顎局部床義歯の咬合面。(→別角度の写真)

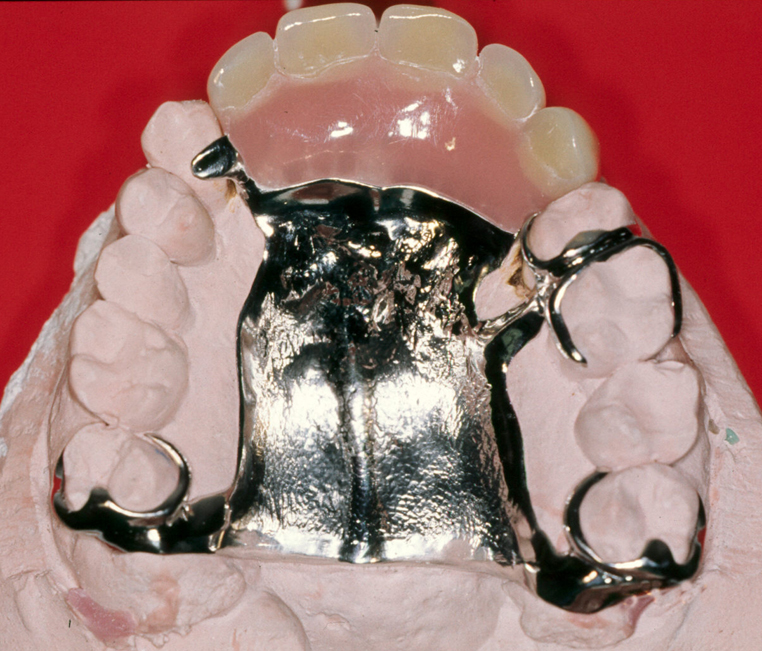
金属床の局部床義歯

局部床義歯（きょくぶしょうぎし）とは、部分的な歯の喪失を補う為に用いられる歯科の補綴装置の事である。部分床義歯（ぶぶんしょうぎし、英: partial denture、removable partial dentures）とも言い、一般には部分入れ歯として知られる。口腔粘膜支持のみの総義歯とは違い、残っている歯にも支持を求める義歯である。

## 構造

### 構成要素
総義歯のように無歯顎顎堤の上に完全にのるのではなく、局部床義歯には残っている歯をつかみ、義歯をより安定性と保持力を高める金属あるいはプラスチック製の鉤部（クラスプ）を有する。
局部床義歯の構成部分は以下のように列挙できる。
- 大連結子（上記の画像の厚い金属製のU字部分は、大連結子の一種のリンガルバーである）
- 小連結子（およそ90度の角度でリンガルバーから突き出した小さな突っ張り）
- 直接維持装置（上の画像の左上および2番目の画像の右下が直接維持装置の例である。鉤部腕は歯をつかみ、義歯を所定位置に保持するために働く。人工歯に直接隣接した金属製の鉤部およびレスト〔沈下防止装置〕も直接維持装置である。）
- 間接維持装置（上の画像の真上近くにある「U字」から90度に出た小さな金属片が間接維持装置の例〔犬歯の歯帯レスト〕である。）
- 物理維持装置(維持格子)（局部床義歯のメタルフレーム(金属骨格)へピンク色の床材料を繋げるのを助けるためにメタルフレームに設けられる構造。物理維持装置を一つの構成要素と考えることもあれば、間接維持装置に含める場合もある。形態の種類は、スケルトンタイプ･メッシュタイプ･メタルベースタイプなどがある。）
- 床（歯肉を模したピンク色の材料）
- 歯（歯の形状に形成されたプラスチックあるいは陶材）

### 人工歯部
本来天然歯があった所で、人工歯が並べられている。レジン歯や陶歯、金属歯などが使われる。

### 鉤部
クラスプ (clasp) とも呼ばれる。口腔内に残存する歯に抱え込むように掛けられることで、局部床義歯を安定させる。また鈎部が掛けられる歯を鈎歯（こうし）という。鋳造もしくはワイヤーを曲げて製作される。

#### クラスプの種類
RPIクラスプ
近心レスト（R）、隣接面板（P）、Iバーからなり、3つの構成要素が互いにレシプロケーションを有し合理的な維持力を発揮するクラスプ。歯面への接触面積が小さく、歯肉縁への生理的刺激を阻害することが少ない。主に遊離端義歯の小臼歯に両側性に用いられる。アンダーカット量は0.25mmとされる。
近心レストにより支台歯の引き倒し作用と釘抜き作用を防止し、自浄性も優れる。遊離端義歯の直接維持に適している。大きなアンダーカットが存在する場合や小帯付着位置によっては適応できない場合がある。
RPAクラスプ
近心レストによる支台歯の引き倒し作用、釘抜き作用を防止する。遊離端義歯の直接維持に適したクラスプ。また、鉤歯周囲の粘膜部のアンダーカットや小帯の付着状態に影響されないため適応範囲が広い。
エーカースクラスプ
鉤腕は原則的に鉤歯の3面4隅角を囲み、レシプロケーションのためには鉤尖の位置は頬舌側で同じ高さにあることが理想的である。一般的にはファーゾーンの0.25～0.5mmのアンダーカットを利用する。中間歯欠損部の直接維持装置として最適なクラスプであり、顎堤に対して負担を軽減させる。しかし、これを遊離端の直接維持に適応すると、引き倒し作用と釘抜き作用が生じて支台歯に負担をかける。
双子鉤
エーカースクラスプを体部で2個連結した形態で維持力が強い。維持力の増強と鉤歯への負担軽減を兼ねる目的で応用される。支持、維持、把持に優れる。間接維持装置として用いられることが有効。
リングクラスプ
ニアゾーンから始まって支台歯の歯冠を1周し、ニアゾーンのアンダーカットに終わる。最後方大臼歯に用いることが多く、左右対称に用いると効果が高い。0.75mmのアンダーカット量を利用する。近心舌側あるいは近心頬側に傾斜した最後方臼歯への適応に適している。アンダーカット量が多いため着脱時に支台歯に負担がかかりやすい。
バックアクションクラスプ
鉤脚が口蓋側のファーゾーンまで延び、そこから鉤腕が歯冠を取りまいて頬側のファーゾーンのアンダーカットで終わる。鉤脚が長いためある程度緩圧性があり、遊離端欠損症例に左右対称的に用いると効果的である。支台歯が頬側傾斜する傾向にある上顎に対し、大臼歯部両側遊離端欠損の支台装置として、主に小臼歯に左右対称に設置する。食片圧入が大きく、アンダーカット量が大きく支台歯の負担につながる。
リバースバックアクションクラスプ
バックアクションクラスプの鉤体が頬側に、鉤尖が舌側におかれる形態。支台歯が舌側傾斜する傾向にある下顎に対し、大臼歯部両側遊離端欠損の支台装置として、主に小臼歯に左右対称に用いられる。食片圧入が生じやすくアンダーカット量も多いので支台歯に負担がかかる。
ヘアピンクラスプ
ダブルアームクラスプとも呼ばれる。ニアゾーンから始まって、鉤腕が途中で屈曲してニアゾーンのアンダーカットで終わる。鉤腕の形態からどうしても破折しやすいクラスプである。歯冠長のある鉤歯に使用される。
単純鉤
1つの鉤腕のみを有するクラスプ。主に前歯部の舌側に用いられる。支持、把持効果は期待できない。
ローチバークラスプ
鉤歯に近い義歯床縁から粘膜面に沿って近遠心的に接近腕を延長して、鉤歯の頬側または舌側中央で歯軸方向に彎曲して鉤腕となり、その先端が歯頚方向から鉤歯の維持領域に適合するバー型のクラスプである。 鉤尖の形態によって、T型、I型、L型、C型などがある。
延長腕鉤
欠損部直近の支台歯に有効なアンダーカットがとれないときや、鉤歯の連結固定を図りたいときに用いる。鉤腕が長くなるため鉤肩で破折しやすい。

### 床部
口腔粘膜に接する部分である。レジンや金属で作られる。